# مرحله قهرمانی لیگ قهرمانان کونکاکاف ۱۳–۲۰۱۲
مرحله قهرمانی لیگ قهرمانان کونکاکاف ۱۳–۲۰۱۲ از ۵ مارس تا ۱ مه ۲۰۱۳ برگزار شد. در مجموع هشت تیم از مرحله گروهی به مرحله قهرمانی راه یافتند.

## تیم‌های راه یافته
برندگان هر ۸ گروه در مرحله گروهی به مرحله قهرمانی راه یافتند.
| گروه | برنده          |
| ---- | -------------- |
| 1    | سانتوس لاگونا  |
| 2    | هردیانو        |
| 3    | هیوستون دینامو |
| 4    | سیاتل ساندرز   |
| 5    | لس آنجلس گلکسی |
| 6    | اونال          |
| 7    | مونتری         |
| 8    | شلاهو          |

## سیدبندی
تیم‌های صعود کرده در مرحله قهرمانی با توجه به نتایج خود در مرحله گروهی از ۱ تا ۸ رده بندی شدند.
| Seed | تیم            | بازی | برد | مساوی | باخت | گل زده | گل خورده | گل تفاضل | امتیاز |
| ---- | -------------- | ---- | --- | ----- | ---- | ------ | -------- | -------- | ------ |
| ۱    | مونتری         | ۴    | ۴   | ۰     | ۰    | ۱۵     | ۰        | ۱۵+      | ۱۲     |
| ۲    | سانتوس لاگونا  | ۴    | ۴   | ۰     | ۰    | ۱۳     | ۱        | ۱۲+      | ۱۲     |
| ۳    | سیاتل ساندرز   | ۴    | ۴   | ۰     | ۰    | ۱۲     | ۵        | ۷+       | ۱۲     |
| ۴    | لس آنجلس گلکسی | ۴    | ۳   | ۱     | ۰    | ۱۲     | ۴        | ۸+       | ۱۰     |
| ۵    | هردیانو        | ۴    | ۳   | ۱     | ۰    | ۴      | ۱        | ۳+       | ۱۰     |
| ۶    | اونال          | ۴    | ۲   | ۲     | ۰    | ۱۲     | ۳        | ۹+       | ۸      |
| ۷    | هیوستون دینامو | ۴    | ۲   | ۲     | ۰    | ۹      | ۳        | ۶+       | ۸      |
| ۸    | شلاهو          | ۴    | ۲   | ۱     | ۱    | ۷      | ۶        | ۱+       | ۷      |

## فرمت
در مرحله قهرمانی، هشت تیم به صورت تک‌حذفی به مصاف هم می‌روند. هر مسابقه به صورت دو بازی خانگی و خارج از خانه انجام می‌شود. قانون گل‌ زده در خانه حریف در صورتی استفاده می‌شود که نتیجه مجموع بعد از وقت‌های عادی بازی برگشت مساوی باشد، اما نه بعد از وقت اضافه، بنابراین اگر نتیجه مجموع بعد از وقت‌های اضافی بازی دوم مساوی شود، برنده در ضربات پنالتی تعیین می‌شود.

## نمودار
نمودار مرحله قهرمانی با سیدبندی به شرح زیر مشخص شد:
- مرحله یک‌چهارم نهایی: سید ۱ در مقابل سید ۸ (چ‌ن۱)، سید ۲ در مقابل سید ۷ (چ‌ن۲)، سید ۳ در برابر سید ۶ (چ‌ن۳)، سید ۴ در برابر سید ۵ (چ‌ن۴)، و ‌سیدهای ۱ تا ۴ میزبان بازی برگشت هستند
- نیمه نهایی: برنده چ‌ن۱ در مقابل برنده چ‌ن۴ (ن‌ن۱)، برنده چ‌ن۲ در مقابل برنده چ‌ن۳ (ن‌ن۲)، و برندگان چ‌ن۱ و ‌چ‌ن۲ میزبان بازی برگشت هستند
- فینال: برنده ن‌ن۱ در مقابل برنده ن‌ن۲، و برنده ‌‌ن‌ن۱ میزبان بازی برگشت است

|  | یک‌چهارم نهایی | یک‌چهارم نهایی  | یک‌چهارم نهایی | یک‌چهارم نهایی | یک‌چهارم نهایی |   |                | نیمه نهایی     | نیمه نهایی | نیمه نهایی | نیمه نهایی | نیمه نهایی |  |  | فینال | فینال         | فینال | فینال | فینال |
|  |               |                |               |               |               |   |                |                |            |            |            |            |  |  |       |               |       |       |       |
|  | ۶             | اونال          | ۱             | ۱             | ۲             |   |                |                |            |            |            |            |  |  |       |               |       |       |       |
|  | ۳             | سیاتل ساندرز   | ۰             | ۳             | ۳             |   |                |                |            |            |            |            |  |  |       |               |       |       |       |
|  | ۳             | سیاتل ساندرز   | ۰             | ۳             | ۳             |   | ۳              | سیاتل ساندرز   | ۰          | ۱          | ۱          |            |  |  |       |               |       |       |       |
|  |               |                |               |               |               |   | ۳              | سیاتل ساندرز   | ۰          | ۱          | ۱          |            |  |  |       |               |       |       |       |
|  |               | ۲              | سانتوس لاگونا | ۱             | ۱             | ۲ |                |                |            |            |            |            |  |  |       |               |       |       |       |
|  | ۷             | ۲              | سانتوس لاگونا | ۱             | ۱             | ۲ | هیوستون دینامو | ۱              | ۰          | ۱          |            |            |  |  |       |               |       |       |       |
|  | ۷             |                |               |               |               |   | هیوستون دینامو | ۱              | ۰          | ۱          |            |            |  |  |       |               |       |       |       |
|  | ۲             | سانتوس لاگونا  | ۰             | ۳             | ۳             |   |                |                |            |            |            |            |  |  |       |               |       |       |       |
|  |               |                |               |               |               |   |                |                |            |            |            |            |  |  | ۲     | سانتوس لاگونا | ۰     | ۲     | ۲     |
|  |               |                | ۱             | مونتری        | ۰             | ۴ | ۴              |                |            |            |            |            |  |  |       |               |       |       |       |
|  | ۵             | هردیانو        | ۰             | ۱             | ۱             |   |                |                |            |            |            |            |  |  |       |               |       |       |       |
|  | ۴             | لس آنجلس گلکسی | ۰             | ۴             | ۴             |   |                |                |            |            |            |            |  |  |       |               |       |       |       |
|  | ۴             | لس آنجلس گلکسی | ۰             | ۴             | ۴             |   | ۴              | لس آنجلس گلکسی | ۱          | ۰          | ۱          |            |  |  |       |               |       |       |       |
|  |               |                |               |               |               |   | ۴              | لس آنجلس گلکسی | ۱          | ۰          | ۱          |            |  |  |       |               |       |       |       |
|  |               | ۱              | مونتری        | ۲             | ۱             | ۳ |                |                |            |            |            |            |  |  |       |               |       |       |       |
|  | ۸             | ۱              | مونتری        | ۲             | ۱             | ۳ | شلاهو          | ۱              | ۱          | ۲          |            |            |  |  |       |               |       |       |       |
|  | ۸             |                |               |               |               |   | شلاهو          | ۱              | ۱          | ۲          |            |            |  |  |       |               |       |       |       |
|  | ۱             | مونتری         | ۳             | ۱             | ۴             |   |                |                |            |            |            |            |  |  |       |               |       |       |       |

## یک‌چهارم نهایی
بازی‌های رفت یک‌چهارم نهایی در ۵ تا ۷ مارس ۲۰۱۳ و بازی‌های برگشت در ۱۲ تا ۱۳ مارس ۲۰۱۳ برگزار شد.
بازی رفت: همه زمان‌ها به وقت استاندارد شرقی ایالات متحده (یوتی‌سی ۵:۰۰-)؛ بازی برگشت: همه زمان‌ها به وقت تابستانی شرقی ایالات متحده (یوتی‌سی ۴:۰۰-)
| تیم ۱          | نتیجه نهایی | تیم ۲          | بازی رفت | بازی برگشت |
| -------------- | ----------- | -------------- | -------- | ---------- |
| شلاهو          | ۲–۴         | مونتری         | ۱–۳      | ۱–۱        |
| هیوستون دینامو | ۱–۳         | سانتوس لاگونا  | ۱–۰      | ۰–۳        |
| اونال          | ۲–۳         | سیاتل ساندرز   | ۱–۰      | ۱–۳        |
| هردیانو        | ۱–۴         | لس آنجلس گلکسی | ۰–۰      | ۱–۴        |

### بازی رفت
| هیوستون دینامو | ۱–۰    | سانتوس لاگونا |
| -------------- | ------ | ------------- |
| دیویس ۸۹'      | Report |               |

| شلاهو       | ۱–۳    | مونتری                              |
| ----------- | ------ | ----------------------------------- |
| استاکوی ۵۸' | Report | میر ۹' · ده نیگریس ۴۳' · کورونا ۷۶' |

| اونال      | ۱–۰    | سیاتل ساندرز |
| ---------- | ------ | ------------ |
| پولیدو ۷۴' | Report |              |

| هردیانو | ۰–۰    | لس آنجلس گلکسی |
| ------- | ------ | -------------- |
|         | Report |                |

### بازی برگشت
| مونتری    | ۱–۱    | شلاهو        |
| --------- | ------ | ------------ |
| آیووی ۶۴' | Report | سانتیاگو ۴۴' |

| سیاتل ساندرز                         | ۳–۱    | اونال       |
| ------------------------------------ | ------ | ----------- |
| یدلین ۵۳' · ترائوره ۶۰' · جانسون ۷۵' | Report | هرناندز ۲۳' |

| سانتوس لاگونا                       | ۳–۰    | هیوستون دینامو |
| ----------------------------------- | ------ | -------------- |
| رودریگز ۲۳' · گومز ۲۸' · کروساس ۷۶' | Report |                |

| لس آنجلس گلکسی                                    | ۴–۱    | هردیانو    |
| ------------------------------------------------- | ------ | ---------- |
| گونزالس ۱۸' · ویارئال ۶۹' · کین ۸۳' · مک‌بین ۹۰+۳' | Report | آگیلار ۸۵' |

## نیمه نهایی
بازی‌های رفت نیمه نهایی در ۲ تا ۳ آوریل ۲۰۱۳ و بازی‌های برگشت در ۹ تا ۱۰ آوریل ۲۰۱۳ برگزار شد.
همه زمان‌ها به وقت تابستانی شرقی ایالات متحده (یوتی‌سی ۴:۰۰-) هستند
| تیم ۱          | نتیجه نهایی | تیم ۲         | بازی رفت | بازی برگشت |
| -------------- | ----------- | ------------- | -------- | ---------- |
| لس آنجلس گلکسی | ۱–۳         | مونتری        | ۱–۲      | ۰–۱        |
| سیاتل ساندرز   | ۱–۲         | سانتوس لاگونا | ۰–۱      | ۱–۱        |

### بازی رفت
| سیاتل ساندرز | ۰–۱    | سانتوس لاگونا |
| ------------ | ------ | ------------- |
|              | Report | گومز ۵۴'      |

| لس آنجلس گلکسی | ۱–۲    | مونتری                    |
| -------------- | ------ | ------------------------- |
| دلاگارزا ۲۸'   | Report | سوازو ۸۲' · ده نیگریس ۹۰' |

### بازی برگشت
| سانتوس لاگونا | ۱–۱    | سیاتل ساندرز |
| ------------- | ------ | ------------ |
| کینترو ۲۱'    | Report | نیگل ۷۳'     |

| مونتری        | ۱–۰    | لس آنجلس گلکسی |
| ------------- | ------ | -------------- |
| ده نیگریس ۸۱' | Report |                |

## فینال
بازی رفت در ۲۴ آوریل ۲۰۱۳ و بازی برگشت در ۱ مه ۲۰۱۳ برگزار شد.
همه زمان‌ها به وقت استاندارد شرقی ایالات متحده (یوتی‌سی ۵:۰۰-) هستند
| تیم ۱         | نتیجه نهایی | تیم ۲  | بازی رفت | بازی برگشت |
| ------------- | ----------- | ------ | -------- | ---------- |
| سانتوس لاگونا | ۲–۴         | مونتری | ۰–۰      | ۲–۴        |

### بازی رفت
| سانتوس لاگونا | ۰–۰    | مونتری |
| ------------- | ------ | ------ |
|               | Report |        |

### بازی برگشت
| مونتری                                         | ۴–۲    | سانتوس لاگونا          |
| ---------------------------------------------- | ------ | ---------------------- |
| ده نیگریس ۶۰'، ۸۷' · کاردوزو ۸۴' · سوازو ۹۰+۱' | Report | کینترو ۳۸' · بالوی ۵۰' |